# Rumour Has It
Rumour Has It ist ein Pop-/Soul-Song der britischen Sängerin Adele aus ihrem zweiten Album 21. Das Stück wurde von Adele und Ryan Tedder geschrieben.

## Hintergrund
Adele erklärte, dass das Lied nicht von der Presse und den Medien inspiriert wurde, sondern von ihren Freunden, die vielfach Gerüchte über die Trennung mit ihrem Freund äußerten.

## Kommerzieller Erfolg

### Chartplatzierungen
Bevor Rumour Has It als Single veröffentlicht wurde, gelang in den Vereinigten Staaten durch Radio-Einsätze und Downloads bereits der Sprung in die Rock-Charts, wo es Platz 28 erreichte und in die Billboard Hot 100, wo sich das Lied durch geringe Downloadzahlen jedoch nur für eine Woche auf Platz 96 platzierte.
| ChartsChartplatzierungen       | Höchstplatzierung | Wochen |
| ------------------------------ | ----------------- | ------ |
| Deutschland (GfK)              | 68 (5 Wo.)        | 5      |
| Österreich (Ö3)                | 26 (7 Wo.)        | 7      |
| Vereinigte Staaten (Billboard) | 16 (27 Wo.)       | 27     |
| Vereinigtes Königreich (OCC)   | 85 (4 Wo.)        | 4      |

### Auszeichnungen für Musikverkäufe
| Land/Region                  | Auszeichnungen für Musikverkäufe (Land/Region, Auszeichnung, Verkäufe) | Verkäufe  |
| ---------------------------- | ---------------------------------------------------------------------- | --------- |
| Australien (ARIA)            | Gold                                                                   | 35.000    |
| Brasilien (PMB)              | Platin                                                                 | 60.000    |
| Italien (FIMI)               | Gold                                                                   | 15.000    |
| Kanada (MC)                  | 3× Platin                                                              | 240.000   |
| Mexiko (AMPROFON)            | Gold                                                                   | 30.000    |
| Neuseeland (RMNZ)            | Platin                                                                 | 30.000    |
| Vereinigte Staaten (RIAA)    | 2× Platin                                                              | 2.000.000 |
| Vereinigtes Königreich (BPI) | Platin                                                                 | 600.000   |
| Insgesamt                    | 3× Gold · 8× Platin ·                                                  | 3.010.000 |

Hauptartikel: Adele (Sängerin)/Auszeichnungen für Musikverkäufe